# Bellengreville (Senna Marittima)
Bellengreville è un comune francese di 475 abitanti situato nel dipartimento della Senna Marittima nella regione della Normandia.

## Società

### Evoluzione demografica
Abitanti censiti